# Cryptobatrachus ruthveni
Espèce
Cryptobatrachus ruthveni est une espèce d'amphibiens de la famille des Hemiphractidae.

## Répartition
Cette espèce est endémique du département de Magdalena en Colombie. Elle se rencontre à Ciénaga de 1 400 à 1 540 m sur le versant Ouest de la Sierra Nevada de Santa Marta.

## Étymologie
Cette espèce est nommée en l'honneur d'Alexander Grant Ruthven.

## Publication originale
- Lynch, 2008 : A taxonomic revision of frogs of the genus Cryptobatrachus (Anura: Hemiphractidae). Zootaxa, no 1883, p. 28–68.